# Cueta facile
Cueta facile is een insect uit de familie van de mierenleeuwen (Myrmeleontidae), die tot de orde netvleugeligen (Neuroptera) behoort. 
Cueta facile is voor het eerst wetenschappelijk beschreven door Banks in 1939.